# Slatina, Bor
Slatina (izvirno srbsko Слатина) je naselje v Srbiji, ki upravno spada pod Občino Bor; slednja pa je del Borskega upravnega okraja.

## Demografija
V naselju živi 765 polnoletnih prebivalcev, pri čemer je njihova povprečna starost 43,0 let (41,2 pri moških in 44,7 pri ženskah). Naselje ima 261 gospodinjstev, pri čemer je povprečno število članov na gospodinjstvo 3,53.
Prebivalstvo je večinoma nehomogeno.
|  |

| Demografija | Demografija     | Demografija     |
| Leto        | Št. prebivalcev | Št. prebivalcev |
| ----------- | --------------- | --------------- |
|             |                 |                 |
|             |                 |                 |
|             |                 |                 |
|             |                 |                 |
| 1948        | 1350            |                 |
| 1953        | 1381            |                 |
| 1961        | 1562            |                 |
| 1971        | 1325            |                 |
| 1981        | 1253            |                 |
| 1991        | 1116            | 1103            |
| 2002        | 956             | 921             |
|             |                 |                 |

| Etnična sestava po popisu iz leta 2002 | Etnična sestava po popisu iz leta 2002 | Etnična sestava po popisu iz leta 2002 | Etnična sestava po popisu iz leta 2002 | Etnična sestava po popisu iz leta 2002 |
| -------------------------------------- | -------------------------------------- | -------------------------------------- | -------------------------------------- | -------------------------------------- |
| Vlahi                                  | Vlahi                                  |                                        | 366                                    | 39,73%                                 |
| Srbi                                   | Srbi                                   |                                        | 357                                    | 38,76%                                 |
| Jugoslovani                            | Jugoslovani                            |                                        | 11                                     | 1,19%                                  |
| Nemci                                  | Nemci                                  |                                        | 9                                      | 0,97%                                  |
| Romuni                                 | Romuni                                 |                                        | 6                                      | 0,65%                                  |
| Romi                                   | Romi                                   |                                        | 1                                      | 0,10%                                  |
| Neznano                                | Neznano                                |                                        | 9                                      | 0,97%                                  |